# ماتیا بوتولو
ماتیا بوتولو (ایتالیایی: Mattia Bottolo؛ زادهٔ تاریخ ورودی نامعتبر است) بازیکن والیبال اهل ایتالیا است.
وی در مسابقات کشوری و بین‌المللی در مجموع برندهٔ ۱ مدال طلا شده‌است.